# گو آیلون
گو آیلون (انگلیسی: Guo Ailun؛ زادهٔ ۱۴ نوامبر ۱۹۹۳) بازیکن بسکتبال اهل چین است.
وی در مسابقات کشوری و بین‌المللی در مجموع برندهٔ ۱ مدال طلا شده‌است.